# Wangtang (Guangdong)
Wangtang is een stad in Guangdong, China.